# Makamba
Makamba è un comune del Burundi situato nella provincia di Makamba con 93 558 abitanti (censimento 2008).

## Geografia antropica

### Suddivisioni amministrative
Il comune è suddiviso in 33 colline.